# Весёлое (Великописаревский район)
Весёлое (укр. Веселе) — село,
Яблочненский сельский совет,
Великописаревский район,
Сумская область,
Украина.
Код КОАТУУ — 5921285802. Население по переписи 2001 года составляло 57 человек.

## Географическое положение
Село Весёлое находится на берегу реки Весёлая,
выше по течению на расстоянии в 1,5 км расположено село Высшевесёлое,
ниже по течению на расстоянии в 4,5 км расположено село Заводское.
На реке большая запруда.

## Экономика
- Птице-товарная ферма.